# Vyléčení
Vyléčení (v anglickém originále Cured) je první díl dvanácté řady (a celkově šedesátý osmý) britského sci-fi sitcomu Červený trpaslík. Poprvé byla epizoda odvysílána 12. října 2017 na britském televizním kanálu Dave.

## Námět
Posádka Červeného trpaslíka se dostane na vesmírnou stanici, kde se léčí psychicky narušené osoby. Všichni zdejší pacienti by měli být vyléčení, ale jeden z nich není a trpaslíkovci se ocitají ve smrtelném nebezpečí.

## Děj
Na Červeném trpaslíkovi se posádka snaží zabavit mnoha způsoby, tento večer padne volba na partii pokeru. Kocour ovšem nepochopí princip blufování a tak jsou jeho úmysly snadno odhalitelné. Mezitím se na radarech objeví neznámá vesmírná stanice a posádka se ji rozhodne prozkoumat. Problém nastane při startu Kosmika, kterého je třeba do provozu uvést několika kopanci, ranami pěstí do počítače a stisknutím speciální sekvence tlačítek. Navíc nefunguje jedna z pomocných trysek, a tak Kosmik zatáčí pouze doleva. Mezitím Kryton zjistí, že jde o výzkumnou stanici "Spojené Ameriky": toto uskupení vzniklo na konci 23. století, když se USA pokusili přinést světu mír tím, že požádali všechny státy na Zemi, aby podepsali mírovou smlouvu. Každý stát, který to odmítl, napadli. Na této stanici pak testovali lék na zlo. 
Krátce po příletu objeví Dave Lister pět kryogenicky zmražených osob: Hitler, Messalina, Stalin a Vlad III. Dracula jsou označení jako "vyléčení", pouze Rupert Murdoch nereaguje na léčbu. Pak se objeví profesor Telford, který stanici vede a oznámí jim, že přílet Kosmiku ho automaticky rozmrazil a totéž se teď děje i s vyléčenou čtveřicí. Následuje večeře, při které jsou trpaslíkovcům představeni všichni vyléčení pacienti a Telford jim rovněž oznámí, že na stanici byl před lety veden neúspěšný útok speciálních jednotek. Lék na zlo by znamenal konec válek a vykořisťování, ale členové stanice se ubránili. Kvůli písečné bouři není možný odlet a tak se posádka Trpaslíka věnuje opravám Kosmiku, a při tom se sbližuje s ostatními. Nejdál to "dotáhne" Lister, který zjistí, že má mnoho společného s Hitlerem, a dokonce si spolu zajamují na kytaru. Bohužel zbytek posádky vyléčeným pacientům nevěří, zejména Arnold Rimmer, a protože se blíží planetka, která stanici zničí, hologram navrhuje po skončení bouře utéct a nechat je svému osudu. Během této konverzace si ovšem Lister a Kocour uvědomí, že jsou nejspíš zdrogovaní a omdlí, a Kryton a Rimmer jsou vypnuti. Když přijdou opět k sobě, zjistí, že se je někdo snaží zabít utopením (Kocour), pohřbením zaživa (Rimmer), vykastrováním (Lister), nebo mu utrhli hlavu (Kryton). Lister se osvobodí a následně pomůže i svým kamarádům. Pak najdou Telforda, kterého někdo omráčil a následuje konfrontace s pacienty: trpaslíkovci věří, že to všechno spáchal někdo z nich, ti naopak vinu odmítají. Kryton navrhne provést u všech test na psychopata, a toho pak definitivně vyléčit.
Sken opravdu odhalí psychopata, ale je jím překvapivě Kocour. Snížená empatie, nepřítomnost výčitek, samolibost, arogance, to všechno na něj sedí. Jenže Kocour ty zločiny spáchat nemohl; a pak test odhalí ještě druhého psychopata: je jím profesor Telford. Ten se vzápětí objeví s nabitou zbraní a čtveřici pacientů dálkovým ovládáním vypne. Telford byl jediným skutečným pacientem na stanici, všichni ostatní byli droidi, vytvoření podle neurovědců. Telford je ovládl a přeprogramoval, aby odpovídali historce, kterou si vymyslel. Bohužel profesorův plán má jednu chybu, nedokáže odletět, protože neumí nastartovat Kosmika. Pokusí se tedy přetáhnout Kocoura na svou stranu a ten, protože je psychopat a záleží mu pouze na sobě, nakonec souhlasí. A dokonce se sám nabídne, že Listera, Krytona a Rimmera osobně zabije. Kocour ale nasadí pokerový obličej a v nestřeženém okamžiku Telforda bez mrknutí oka zastřelí. 